# Padrón (kommunhuvudort)
Padrón är en kommunhuvudort i Spanien.   Den ligger i provinsen Provincia da Coruña och regionen Galicien, i den nordvästra delen av landet, 500 km nordväst om huvudstaden Madrid. Padrón ligger 13 meter över havet och antalet invånare är 9 039.
Terrängen runt Padrón är huvudsakligen lite kuperad. Padrón ligger nere i en dal.Runt Padrón är det ganska tätbefolkat, med 134 invånare per kvadratkilometer. Närmaste större samhälle är Santiago de Compostela, 18,3 km nordost om Padrón. I omgivningarna runt Padrón växer i huvudsak blandskog.